# Anna Katarzyna Radziwiłłowa
Anna Katarzyna z Sanguszków Radziwiłłowa (ur. 23 września 1676, zm. 23 grudnia 1746 w Białej), kanclerzyna wielka litewska, starosta człuchowski w latach 1719–1743.

## Życiorys
Córka Hieronima Sanguszki i Konstancji z Sapiehów, siostra Kazimierza Antoniego i Pawła Karola.
Dnia 6 marca 1692 poślubiła w Wilnie Karola Stanisława Radziwiłła, kanclerza wielkiego litewskiego w Wilnie. Ich małżeństwo miało utwierdzić stosunki ówczesnego podkanclerza z dworem.
Matka Hieronima Floriana i Michała Kazimierza zwanego Rybeńko. Znana była z despotycznego charakteru, winiona jest za dziwactwa Hieronima Floriana Radziwiłła, który znajdował się pod jej silnym wpływem. Znana jest też jako współtwórczyni olbrzymiej fortuny jej potomków. Prowadziła ożywiona działalność gospodarczą w swoich posiadłościach, zakładała manufaktury: huty szkła i szlifiernie w Nalibokach i Urzeczu, produkcję sukna w Białej i Słucku. W 1732 doprowadziła do rezygnacji Sapiehów z ich pretensji do dóbr neuburskich pozostałych w spadku po Ludwice Karolinie Radziwiłłównie.
Popiersie Anny Katarzyny Radziwiłłowej znajduje się na bramie zamku w Białej Podlaskiej – zbudowanego w stylu rokokowym po śmierci jej męża. Widnieje tam z odsłoniętym biustem, jako cesarzowa Sarmatów, bogini wojny totalnej.